# Wilhelm Rombach

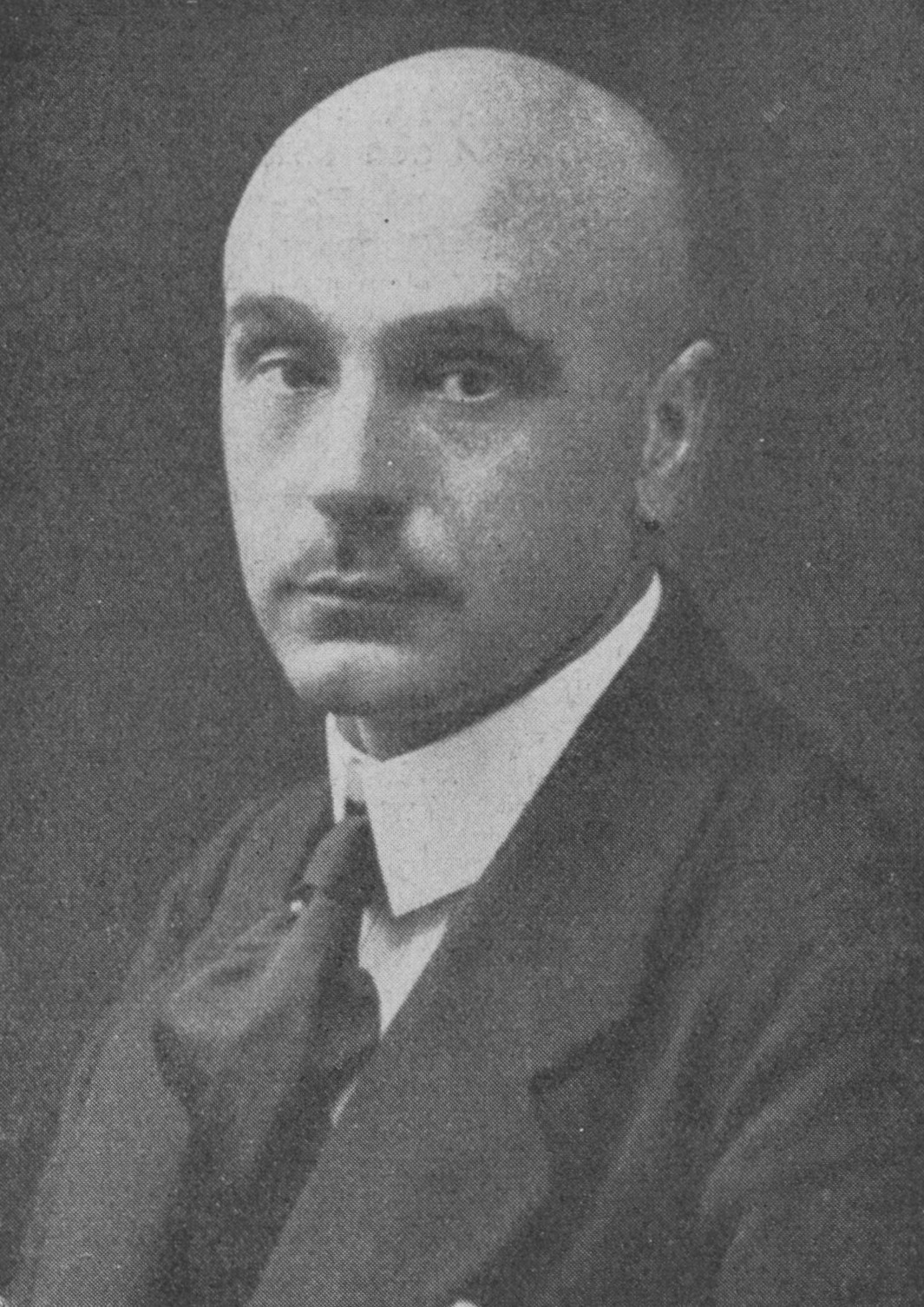
Wilhelm Rombach, um 1928

Wilhelm Rombach (* 20. Juli 1884 in Roetgen; † 18. September 1973 in Aachen) war ein deutscher Politiker (Zentrum, CDU), Regierungspräsident, Oberbürgermeister von Aachen und Staatssekretär im nordrhein-westfälischen Innenministerium. 

## Leben

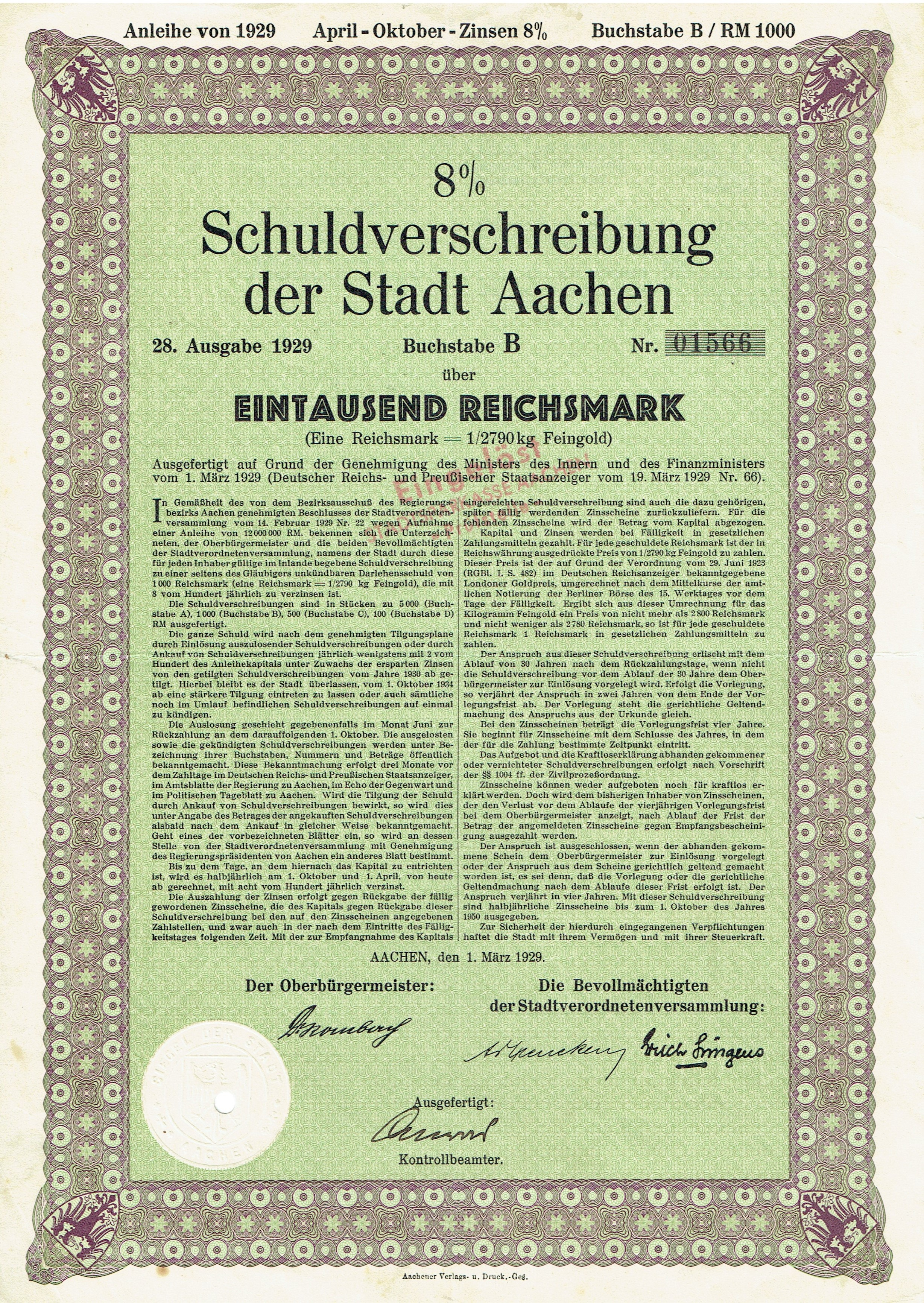
Anleihe über 1000 RM der Stadt Aachen vom 1. März 1929 mit Unterschrift von Oberbürgermeister Rombach.

Nach dem Abitur auf dem Kaiser-Karls-Gymnasium in Aachen studierte Rombach Rechts- und Staatswissenschaften an den Universitäten in Freiburg, München und Bonn. Als promovierter Jurist und Verwaltungsbeamter und trat der Zentrumspartei bei. Nach verschiedenen Stationen am Landgericht Aachen und am Amtsgericht in Jülich leitete er dann von 1920 bis 1923 den Kreis Düren als Landrat. Von 1923 bis 1928 war er Regierungspräsident des Regierungsbezirk Aachen. Er wurde während der Zeit der Ruhrbesetzung im Jahr 1923 wegen passiven Widerstandes vorübergehend festgenommen und anschließend ausgewiesen, konnte aber im März 1924 seinen Dienst in Aachen wieder aufnehmen. Seit 1928 war er Oberbürgermeister der kreisfreien Stadt Aachen, bis er 1933 von den Nationalsozialisten abgesetzt wurde. Anschließend war er vorerst nur noch freiberuflich und ehrenamtlich tätig. Nach dem Zweiten Weltkrieg hatte er das Amt im Jahr 1945 nochmals inne, als sein Vorgänger Franz Oppenhoff von einem Werwolf-Kommando ermordet worden war. Schließlich wurde Wilhelm Rombach, der nun auch der CDU beigetreten war, von 1949 bis 1952 noch als Staatssekretär ins nordrhein-westfälische Innenministerium berufen.
Von 1945 bis 1972 leitete er den Vorstand der Josefs-Gesellschaft, einer Einrichtung, die sich die Unterstützung von behinderten Menschen zum Ziel gesetzt hat. Selbst von Geburt an behindert – ihm fehlte der linke Unterarm – war ihm das Engagement für Menschen mit Behinderungen lebenslang ein wichtiges Anliegen.
Er war zudem Mitglied des Personalgutachterausschusses der Bundeswehr. Rombach war zunächst Mitglied des Wissenschaftlichen Katholischen Studentenvereins Unitas, bevor im Zuge von Meinungsunterschieden aus diesem austrat und 1905 Gründungsmitglied der katholischen Studentenverbindung KDStV Alania Bonn sowie später u. a. Mitglied der KDStV Franconia Aachen, KDStV Bergland Aachen, KDStV Kaiserpfalz Aachen und KDStV Winfridia (Breslau) Münster im CV wurde.
Wilhelm Rombach fand seine letzte Ruhestätte in der Familiengrabstätte auf dem Aachener Waldfriedhof.

## Ehrungen
Am 8. November 1925 wurde Wilhelm Rombach als dem „von der Aachener Studentenschaft als leuchtendes Vorbild treuer Pflichterfüllung im Kampfe um die rheinische Heimat anerkannten Führer“ die Ehrenbürgerschaft der RWTH Aachen übertragen sowie am 20. Dezember 1945 „in Anerkennung seines uneigennützigen Einsatzes als Mitglied des provisorischen Dreierausschusses um die Wiedereröffnung der Aachener Hochschule im Januar 1946, um die er sich als früherer Regierungspräsident und Staatlicher Kommissar sowie als späterer Oberbürgermeister der Stadt Aachen ganz besondere persönliche Verdienste erworben hat“ zum Senator Ehren halber der RWTH-Aachen ernannt. 1952 erhielt er das Große Verdienstkreuz der Bundesrepublik Deutschland. Außerdem wurde posthum im Mai 1979 im Aachener Stadtteil Brand eine Straße nach ihm benannt, ebenso ein Gebäude des Vinzenz-Heims.